# Paradoxgroda
Paradoxgrodan (Pseudis paradoxa) är en groda från norra och centrala Sydamerika som är känd för storleken på sina grodyngel, som är mycket större än de vuxna grodorna.

## Utseende
Paradoxgrodan har en ryggsida som är grönaktig framtill, övergående till brunaktig mot bakkroppen, och med mörka fläckar. Buksidan är vitaktig med bruna fläckar och 3 till 4 bruna streck vid baklåren. Ögat är gult med ett brunt tvärstreck. Kroppen är liten och rund, huvudet litet med trubbig nos. Huden är slät, bakfötterna är försedda med simhud, medan framfötterna saknar sådan, och någon yttre fotrotsknöl på bakfoten saknas. Vuxna grodor är vanligtvis mellan 4,5 och 6,5 cm långa, men kan i undantagsfall nå en längd av 7,5 cm. Arten är främst känd för de mycket stora grodynglen, som är mycket större än de vuxna individerna; som mest kan grodynglet nå en längd på 22 cm.

## Utbredning
Paradoxgrodan finns i östra Colombia, Venezuela, Guyana, Surinam, Franska Guyana, västra Brasilien,  östligaste Bolivia, Paraguay, norra Argentina samt på Trinidad.

## Vanor
Grodan är en vattenlevande art som förekommer bland växtlighet i lugna vattensamlingar som dammar och lugnvatten i bäckar i skogsområden, savann eller ängsmark. Arten är anpassningsbar och förekommer också på våtängar och vid kanten av träskmarker, även sådana med inte alltför bräckt vatten. Den är dock känslig för kraftiga temperaturväxlingar. Grodan är aktiv dygnet runt, och brukar flyta på vattenytan under den mörka delen av dygnet. Den använder sina bakfötter och fingrar för att söka föda i bottenslammet i de vattensamlingar i vilka den lever. En underart, P. paradoxa atensis, som återfinns i Gran Chacoprovinsen i Argentina, lever till skillnad från övriga underarter i torra områden, och överlever torrperioder genom att gräva ner sig i bottengyttjan.

## Fortplantning
Leken antas ske i anslutning till regnväder. Leken kan ske i både permanenta och tillfälliga vattensamlingar, men det är endast i permanenta vatten som de riktigt stora grodynglen har tid att utvecklas; i tillfälliga vatten går larvutvecklingen mycket snabbare. Under parningsomfamningen (amplexus) fattar hanen honan strax bakom frambenen. Honan lägger äggen bland vattenväxter på grunt vatten. De stora ynglen utvecklas till betydligt mindre grodor på ungerfär 4 månader.